# العلاقات الأفغانية السيشلية
العلاقات الأفغانية السيشلية هي العلاقات الثنائية التي تجمع بين أفغانستان وسيشل.

## مقارنة بين البلدين
هذه مقارنة عامة ومرجعية للدولتين:
| وجه المقارنة                                              | أفغانستان                    | سيشل                                                |
| --------------------------------------------------------- | ---------------------------- | --------------------------------------------------- |
| المساحة (كم2)                                             | 652.23 ألف                   | 459                                                 |
| عدد السكان (نسمة)                                         | 34.94 مليون                  | 95.84 ألف                                           |
| الكثافة السكانية (ن./كم²)                                 | 53.57                        | 20.88 ألف                                           |
| العاصمة                                                   | كابل                         | فيكتوريا                                            |
| اللغة الرسمية                                             | اللغة البشتوية، اللغة الدرية | لغة فرنسية، لغة إنجليزية، اللغة الكريولية السيشيلية |
| العملة                                                    | أفغاني                       | روبية سيشلية                                        |
| الناتج المحلي الإجمالي (بليون دولار)                      | 20.82 مليار                  | 1.49 مليار                                          |
| الناتج المحلي الإجمالي (تعادل القوة الشرائية) بليون دولار | 62.62 مليار                  | 2.54 مليار                                          |
| الناتج المحلي الإجمالي الاسمي للفرد دولار أمريكي          | 594                          | 15.48 ألف                                           |
| الناتج المحلي الإجمالي للفرد دولار أمريكي                 | 1.93 ألف                     | 26.42 ألف                                           |
| مؤشر التنمية البشرية                                      | 0.479                        | 0.772                                               |
| رمز المكالمات الدولي                                      | +93                          | +248                                                |
| رمز الإنترنت                                              | .af                          | .sc                                                 |
| المنطقة الزمنية                                           | ت ع م+04:30                  | ت ع م+04:00                                         |

## منظمات دولية مشتركة
يشترك البلدان في عضوية مجموعة من المنظمات الدولية، منها:
| علم المنظمة | اسم المنظمة                               | تاريخ انضمام أفغانستان | تاريخ انضمام سيشل |
| ----------- | ----------------------------------------- | ---------------------- | ----------------- |
|             | يونسكو                                    | 4 مايو 1948            | 18 أكتوبر 1976    |
|             | وكالة ضمان الاستثمار متعدد الأطراف        | 16 يونيو 2003          | 15 سبتمبر 1992    |
|             | الأمم المتحدة                             | 19 نوفمبر 1946         | 21 سبتمبر 1976    |
|             | الاتحاد البريدي العالمي                   | ?                      | ?                 |
|             | البنك الدولي للإنشاء والتعمير             | 14 يوليو 1995          | 29 سبتمبر 1980    |
|             | الاتحاد الدولي للاتصالات                  | 12 أبريل 1928          | 17 سبتمبر 1999    |
|             | منظمة حظر الأسلحة الكيميائية              | ?                      | 29 أبريل 1997     |
|             | مؤسسة التمويل الدولية                     | 23 سبتمبر 1957         | 11 يونيو 1981     |
|             | المركز الدولي لتسوية المنازعات الاستشارية | 25 يوليو 1968          | 19 أبريل 1978     |
|             | منظمة الشرطة الجنائية الدولية             | ?                      | 1 سبتمبر 1977     |

## وصلات خارجية
- موقع وزارة الخارجية الأفغانية
- موقع وزارة الخارجية السيشلية